# Dactylolabis (Dactylolabis) parviloba
Dactylolabis (Dactylolabis) parviloba is een tweevleugelige uit de familie steltmuggen (Limoniidae). De soort komt voor in het Nearctisch gebied.